# Taux de scolarisation
 (mars 2023).
Le taux de scolarisation est la proportion de jeunes d’un âge donné scolarisés par rapport à la population totale du même âge.
- Le taux brut de scolarisation (TBS) (Gross enrollment ratio en anglais) est défini comme le total des inscriptions dans un niveau spécifique d’éducation, sans distinction d’âge, exprimé en pourcentage de la population officiellement scolarisable au même niveau pour une année scolaire donnée. Ce taux peut être supérieur à 100 %. Lorsque l’indicateur a une valeur supérieure à 100, il met en lumière l’incidence de la scolarisation d’enfants plus jeunes ou plus âgées que l’âge normal.

- Le taux net de scolarisation (TNS) (Net enrollment ratio en anglais) correspond au quotient de la population scolarisée et ayant l’âge officiel d’une scolarisation par rapport à la population scolarisable ayant l’âge officiel d’une scolarisation. Ce taux ne peut pas être supérieur à 100 %[1].

## Le taux de scolarisation en France
L'INSEE publie le taux de scolarisation et son évolution de 2000 à 2018
| Taux de scolarisation par âge |       |       |       |       |       |       |       |       |
|                               |       |       |       |       |       |       |       |       |
| en %                          |       |       |       |       |       |       |       |       |
| Âge                           | 2000  | 2005  | 2010  | 2014  | 2015  | 2016  | 2017  | 2018  |
| 2 ans                         | 34,6  | 24,5  | 13,6  | 11,8  | 11,6  | 12,0  | 11,8  | 11,5  |
| 3 ans                         | 100,0 | 100,0 | 98,0  | 98,0  | 97,6  | 97,5  | 97,2  | 97,0  |
| 4 ans                         | 100,0 | 100,0 | 99,5  | 100,0 | 100,0 | 100,0 | 99,6  | 99,6  |
| 5 ans                         | 100,0 | 100,0 | 100,0 | 100,0 | 100,0 | 100,0 | 100,0 | 100,0 |
| 6 ans                         | 100,0 | 100,0 | 100,0 | 100,0 | 100,0 | 100,0 | 100,0 | 100,0 |
| 7 ans                         | 100,0 | 100,0 | 100,0 | 100,0 | 100,0 | 100,0 | 100,0 | 100,0 |
| 8 ans                         | 100,0 | 100,0 | 100,0 | 99,4  | 99,5  | 99,9  | 100,0 | 100,0 |
| 9 ans                         | 100,0 | 100,0 | 99,4  | 98,7  | 98,8  | 99,1  | 100,0 | 100,0 |
| 10 ans                        | 100,0 | 100,0 | 98,6  | 98,5  | 98,5  | 98,6  | 100,0 | 100,0 |
| 11 ans                        | 100,0 | 100,0 | 99,2  | 98,9  | 98,7  | 98,9  | 100,0 | 100,0 |
| 12 ans                        | 100,0 | 100,0 | 98,4  | 98,4  | 98,2  | 98,1  | 99,5  | 100,0 |
| 13 ans                        | 100,0 | 100,0 | 98,4  | 98,3  | 98,1  | 98,0  | 99,3  | 100,0 |
| 14 ans                        | 99,3  | 99,6  | 98,1  | 97,3  | 97,7  | 98,0  | 98,8  | 99,4  |
| 15 ans                        | 98,4  | 97,5  | 97,4  | 97,9  | 97,0  | 97,4  | 98,7  | 98,8  |
| 16 ans                        | 96,5  | 96,6  | 94,2  | 94,2  | 94,8  | 94,3  | 95,8  | 96,6  |
| 17 ans                        | 91,6  | 92,0  | 90,2  | 91,6  | 91,9  | 92,2  | 93,3  | 94,1  |
| 18 ans                        | 79,6  | 78,8  | 77,0  | 77,5  | 78,4  | 78,0  | 79,2  | 79,3  |
| 19 ans                        | 65,7  | 65,0  | 64,5  | 63,7  | 64,7  | 65,3  | 66,1  | 67,2  |
| 20 ans                        | 51,4  | 51,9  | 51,9  | 52,7  | 53,1  | 53,3  | 55,0  | 55,1  |
| 21 ans                        | 40,5  | 40,6  | 41,3  | 43,4  | 43,6  | 43,2  | 44,1  | 45,3  |
| 22 ans                        | 33,3  | 32,8  | 33,1  | 35,1  | 35,9  | 36,4  | 36,7  | 37,0  |
| 23 ans                        | 24,7  | 23,5  | 24,3  | 26,2  | 26,0  | 27,2  | 27,6  | 27,2  |
| 24 ans                        | 17,2  | 15,8  | 16,3  | 17,3  | 17,7  | 18,1  | 18,7  | 18,8  |
| 25 ans                        | 11,4  | 11,1  | 10,5  | 11,3  | 11,3  | 11,8  | 12,3  | 12,4  |
| 26 ans                        | nd    | nd    | 7,6   | 7,5   | 7,7   | 7,7   | 8,3   | 8,5   |
| 27 ans                        | nd    | nd    | 5,3   | 5,2   | 5,4   | 5,5   | 5,8   | 6,0   |
| 28 ans                        | nd    | nd    | 3,9   | 3,7   | 3,9   | 4,0   | 4,3   | 4,3   |
| 29 ans                        | nd    | nd    | 3,0   | 2,8   | 2,9   | 3,0   | 3,2   | 3,2   |
| 30 ans ou plus                | nd    | nd    | 0,5   | 0,3   | 0,3   | 0,3   | 0,3   | 0,3   |

Note : les millésimes correspondent à la rentrée scolaire ; données 2000 indisponibles pour les 26 ans et plus.
Champ : France métropolitaine + DOM hors Mayotte, enseignement public et privé, y compris scolarisation en apprentissage.
Source : Depp.